# 千島武司
千島 武司（ちしま たけし、1952年 - 1977年12月16日）は、日本の元騎手（道営所属）。
父の千島一巳は道営の調教師（当時）であった。
弟の千島勇一は北海道斜里郡小清水町にある「千島北斗牧場」2代目場長。
実子の千島俊司は元馬術選手で競馬学校教官も務め、現在は東京都葛飾区にある立石熊野神社の宮司 。サンケイスポーツでコラム「御利益GI予想」も連載。

## 略歴
1969年にデビューし、1年目の同年から18勝（190戦）を挙げる。1972年に415戦96勝を挙げて初のリーディングを獲得すると、その後も1973年・1974年・1976年・1977年と5度もリーディングを獲得。道営においてリーディング5回の記録は、2005年に五十嵐冬樹が6回目のリーディングを獲得するまで史上1位の記録であったほか、1976年に記録した130勝（勝率30.4%）の記録も、2007年に五十嵐が更新するまで史上1位であった。五十嵐は2007年10月16日の札幌第10競走JAしずない万馬券特別・キャサリンダイヤで更新したが、管理する村上正和調教師は騎手時代、千島の弟弟子であった。1976年にはミスダイリンで大井の全日本アラブ大賞典に遠征し、2分46秒3のレコードで勝利。この時に記録したダート2600mのタイムは、大井でアラブ競走が廃止された1996年まで一度も破られなかった。
1977年12月16日早朝、調教中の1歳馬に蹴られたことによる脳挫傷のため死去、25歳没。
僅か9年間の短い現役生活で5回のリーディングを獲得したことや、通算勝率の24.2%も安藤勝巳の通算勝率（地方のみ）を上回るなど素晴らしい成績を残しており、早すぎる死が惜しまれる騎手であった。

## 通算成績
2804戦679勝（勝率：24.2%）

### 主な騎乗馬
※太字、斜体は地方全国交流競走。
- タキカワランド（1972年道新杯）
- マルサンフアイヤ（1973年北海優駿・日本中央競馬会理事長賞、1975年農林大臣賞典・道営記念）
- ミスダイリン（1973年エルム賞・ジュニアチャンピオン、1974年銀杯・センジユスガタ記念・アラブ優駿・帯広記念、1976年全日本アラブ大賞典・岩見沢記念・旭川記念・黄菊賞）
- キヨイヒカル（1973年道新杯）
- キオカジヨー（1973年HBC杯）
- フクハルミ（1974年ジュニアチャンピオン）
- ミカサホマレ（1974年北海優駿）
- シエスタイム（1974年日本中央競馬会理事長賞）
- キヨウワジヤンボ（1974年ジュニアカップ）
- カネヤマサウンド（1975年北海道3歳優駿、1976年北海優駿・クイーンカップ）
- オシマエルシド（1976年ゴールドトロフィー）
- オシヨロハヤテ（1977年栄冠賞）
- ツルギウイン（1977年北海盃・アラブ優駿）
- カミノカチドキ（1977年北海道3歳優駿）
- カネヤマスター（1977年旭川記念）